# Brandstorpnabben
Der Brandstorpnabben ist ein 1406 m hoher Nunatak in der Heimefrontfjella des ostantarktischen Königin-Maud-Lands. In den Kottasbergen ragt er aus der Sømmemorenen auf.
Wissenschaftler des Norwegischen Polarinstituts benannten ihn 1969 nach dem Journalisten Ola Johan Brandstorp (1902–1963), einem Mitglied der Widerstandsbewegung gegen die deutsche Besatzung Norwegens im Zweiten Weltkrieg.